# Claude Ballin (1615-1678)

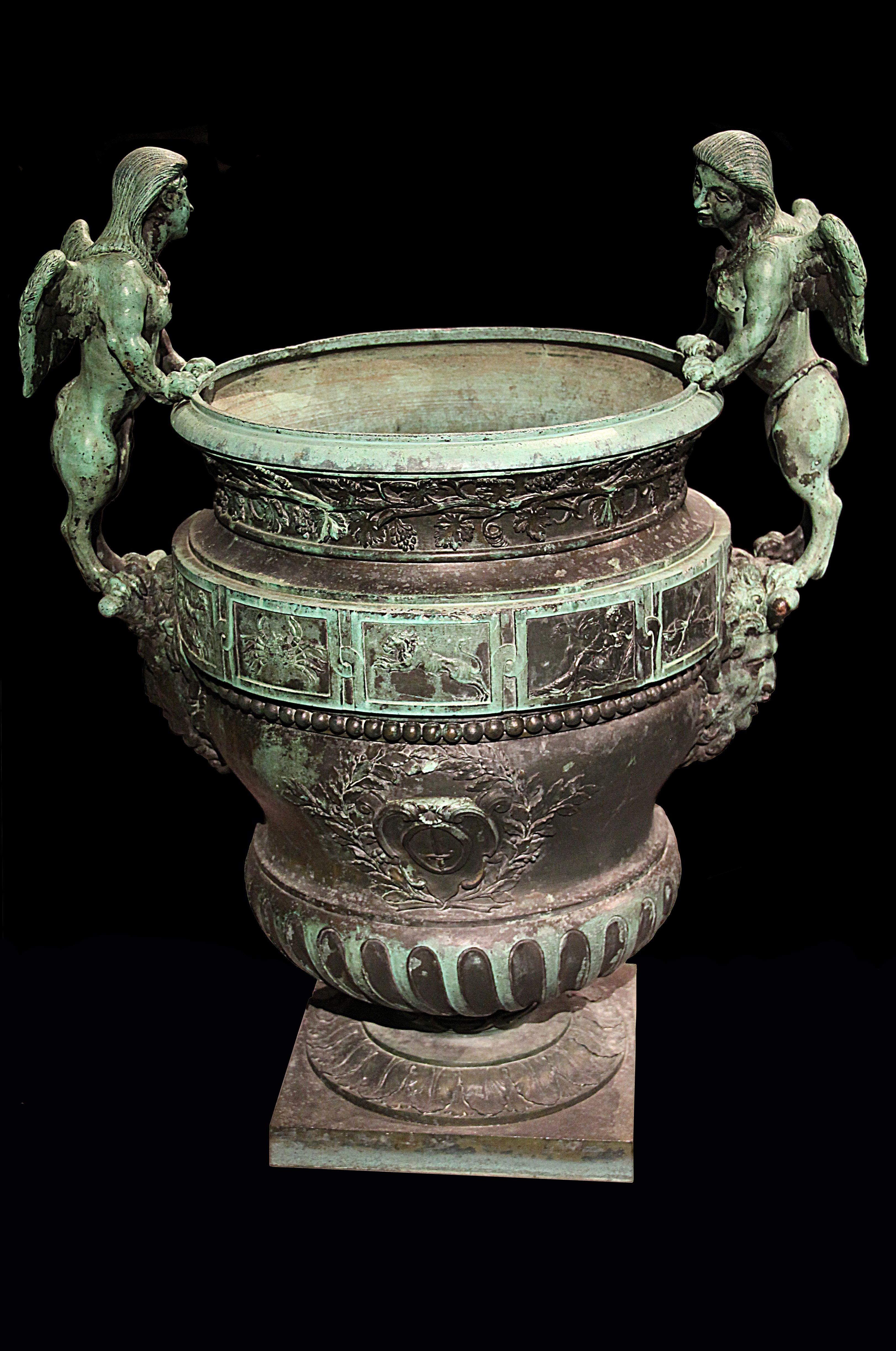
. Brązowa waza z chimerami. Praca wykonana przez artystę dla Wersalu.

Claude Ballin (ur. 1615 w Paryżu, zm. 1678 tamże) – francuski złotnik, wybitny przedstawiciel stylu Ludwika XIV. W 1634 wykonał dla kardynała Richelieu cztery komplety srebrnych tac o dekoracji alegorycznej wraz z wazami ozdobionymi motywami antycznymi, wzorowanymi na obrazach Poussina. Ballin cyzelował pancerz i rękojeść miecza królewskiego Ludwika XIV, a następnie wyposażenie ołtarza dla katedry Notre Dame w Paryżu. Jego głównym dziełem był komplet sreber przeznaczonych do Galerii Zwierciadlanej Wersalu. W skład tej pracy wchodziły stoły, kandelabry i różne naczynia. Pod koniec panowania Ludwika XIV z powodu trudności finansowych wykonane przez Ballina srebra zostały przetopione w paryskiej mennnicy; znane są z rysunków Charlesa Le Bruna i z przedstawień na tapiseriach. Ballin piastował też funkcję dyrektora wagi w mennicy. Jego siostrzeńcem był Claude Ballin (1661-1754).